# Google Bookmarks
Google Bookmarks là một dịch vụ lưu trữ bookmark trực tuyến, được Google cung cấp miễn phí cho người dùng có tài khoản Google.